# Liste der Gemarkungen im Alb-Donau-Kreis
Die Liste der Gemarkungen im Alb-Donau-Kreis umfasst die aktuellen Gemarkungen im baden-württembergischen Alb-Donau-Kreis nach den Angaben des Landesamtes für Geoinformation und Landentwicklung.
| Nr.    | Gemarkung         | AGS      | Gemeinde         | Fläche ha | Bevölkerung Zensus 2011-05-09 | WGS84                                         |
| ------ | ----------------- | -------- | ---------------- | --------- | ----------------------------- | --------------------------------------------- |
| 088120 | Amstetten         | 08425008 | Amstetten        | 1036,04   | 2435                          | 48° 34′ 18″ N, 9° 51′ 11″ O                   |
| 088121 | Bräunisheim       | 08425008 | Amstetten        | 584,66    | 218                           | 48° 36′ 25″ N, 9° 57′ 3″ O                    |
| 088122 | Hofstett-Emerbuch | 08425008 | Amstetten        | 533,49    | 277                           | 48° 34′ 43″ N, 9° 54′ 35″ O                   |
| 088123 | Reutti            | 08425008 | Amstetten        | 645,08    | 170                           | 48° 33′ 10″ N, 9° 51′ 49″ O                   |
| 088124 | Schalkstetten     | 08425008 | Amstetten        | 896,88    | 334                           | 48° 37′ 3″ N, 9° 55′ 20″ O                    |
| 088125 | Stubersheim       | 08425008 | Amstetten        | 1271,8    | 458                           | 48° 35′ 37″ N , 9° 54′ 43″ O 48.5935 9.911866 |
| 088130 | Lonsee            | 08425075 | Lonsee           | 634,91    | 2183                          | 48° 32′ 39″ N, 9° 54′ 56″ O                   |
| 088131 | Ettlenschieß      | 08425075 | Lonsee           | 994,42    | 514                           | 48° 34′ 4″ N, 9° 56′ 1″ O                     |
| 088132 | Halzhausen        | 08425075 | Lonsee           | 846,8     | 720                           | 48° 32′ 1″ N, 9° 56′ 7″ O                     |
| 088133 | Luizhausen        | 08425075 | Lonsee           | 585,52    | 301                           | 48° 31′ 13″ N, 9° 53′ 51″ O                   |
| 088134 | Radelstetten      | 08425075 | Lonsee           | 503,11    | 195                           | 48° 31′ 50″ N, 9° 51′ 24″ O                   |
| 088135 | Urspring          | 08425075 | Lonsee           | 764,14    | 813                           | 48° 32′ 58″ N, 9° 53′ 18″ O                   |
| 088140 | Altheim           | 08425005 | Altheim (Alb)    | 2575,31   | 1738                          | 48° 34′ 58″ N, 10° 1′ 6″ O                    |
| 088145 | Weidenstetten     | 08425130 | Weidenstetten    | 1720,24   | 1287                          | 48° 33′ 31″ N, 9° 58′ 50″ O                   |
| 088150 | Ballendorf        | 08425013 | Ballendorf       | 1420,87   | 657                           | 48° 33′ 48″ N, 10° 4′ 48″ O                   |
| 088155 | Setzingen         | 08425112 | Setzingen        | 841,47    | 639                           | 48° 32′ 46″ N, 10° 7′ 14″ O                   |
| 088160 | Börslingen        | 08425022 | Börslingen       | 627,7     | 175                           | 48° 32′ 37″ N, 10° 3′ 32″ O                   |
| 088165 | Neenstetten       | 08425083 | Neenstetten      | 829,28    | 806                           | 48° 32′ 30″ N, 10° 1′ 42″ O                   |
| 088170 | Holzkirch         | 08425062 | Holzkirch        | 813,54    | 274                           | 48° 31′ 40″ N, 10° 0′ 15″ O                   |
| 088175 | Breitingen        | 08425024 | Breitingen       | 288,44    | 264                           | 48° 30′ 53″ N, 9° 59′ 20″ O                   |
| 088180 | Bernstadt         | 08425019 | Bernstadt        | 1392,93   | 2090                          | 48° 30′ 19″ N, 10° 1′ 18″ O                   |
| 088185 | Nerenstetten      | 08425085 | Nerenstetten     | 608,92    | 330                           | 48° 31′ 42″ N, 10° 6′ 11″ O                   |
| 088190 | Öllingen          | 08425092 | Öllingen         | 808,58    | 511                           | 48° 31′ 52″ N, 10° 8′ 44″ O                   |
| 088195 | Rammingen         | 08425097 | Rammingen        | 1402,02   | 1263                          | 48° 30′ 59″ N, 10° 10′ 57″ O                  |
| 088200 | Asselfingen       | 08425011 | Asselfingen      | 1283,44   | 1006                          | 48° 31′ 14″ N, 10° 12′ 18″ O                  |
| 088210 | Langenau          | 08425072 | Langenau         | 4755,86   | 11011                         | 48° 29′ 36″ N, 10° 7′ 45″ O                   |
| 088211 | Albeck            | 08425072 | Langenau         | 950,91    | 1292                          | 48° 29′ 20″ N, 10° 3′ 27″ O                   |
| 088212 | Göttingen         | 08425072 | Langenau         | 921,55    | 1056                          | 48° 28′ 16″ N, 10° 4′ 24″ O                   |
| 088213 | Hörvelsingen      | 08425072 | Langenau         | 869,45    | 658                           | 48° 28′ 41″ N, 10° 1′ 34″ O                   |
| 088220 | Westerstetten     | 08425135 | Westerstetten    | 1308,74   | 2195                          | 48° 30′ 53″ N, 9° 56′ 58″ O                   |
| 088225 | Beimerstetten     | 08425014 | Beimerstetten    | 1433,33   | 2533                          | 48° 29′ 7″ N, 9° 58′ 35″ O                    |
| 088230 | Dornstadt         | 08425031 | Dornstadt        | 1000,62   | 4325                          | 48° 28′ 0″ N, 9° 57′ 1″ O                     |
| 088231 | Bollingen         | 08425031 | Dornstadt        | 735,27    | 1056                          | 48° 27′ 16″ N, 9° 54′ 49″ O                   |
| 088232 | Scharenstetten    | 08425031 | Dornstadt        | 1093,03   | 781                           | 48° 30′ 40″ N, 9° 50′ 42″ O                   |
| 088233 | Temmenhausen      | 08425031 | Dornstadt        | 1111,94   | 604                           | 48° 29′ 30″ N, 9° 50′ 50″ O                   |
| 088234 | Tomerdingen       | 08425031 | Dornstadt        | 1978,42   | 1655                          | 48° 29′ 11″ N, 9° 54′ 12″ O                   |
| 088240 | Nellingen         | 08425084 | Nellingen        | 2884,47   | 1689                          | 48° 32′ 21″ N, 9° 46′ 41″ O                   |
| 088241 | Oppingen          | 08425084 | Nellingen        | 690,36    | 160                           | 48° 32′ 41″ N, 9° 49′ 35″ O                   |
| 088250 | Merklingen        | 08425079 | Merklingen       | 2129,54   | 1888                          | 48° 31′ 7″ N, 9° 45′ 0″ O                     |
| 088255 | Westerheim        | 08425134 | Westerheim       | 2289,33   | 2888                          | 48° 30′ 55″ N, 9° 36′ 57″ O                   |
| 088260 | Laichingen        | 08425071 | Laichingen       | 2740,7    | 7554                          | 48° 29′ 43″ N, 9° 40′ 48″ O                   |
| 088261 | Feldstetten       | 08425071 | Laichingen       | 1352,37   | 1185                          | 48° 28′ 37″ N, 9° 37′ 33″ O                   |
| 088262 | Machtolsheim      | 08425071 | Laichingen       | 1677,92   | 1221                          | 48° 29′ 55″ N, 9° 44′ 16″ O                   |
| 088263 | Suppingen         | 08425071 | Laichingen       | 1202,89   | 921                           | 48° 27′ 20″ N, 9° 42′ 42″ O                   |
| 088270 | Ennabeuren        | 08425139 | Heroldstatt      | 1022,28   | 1337                          | 48° 26′ 12″ N, 9° 38′ 45″ O                   |
| 088271 | Sontheim          | 08425139 | Heroldstatt      | 1234,06   | 1379                          | 48° 26′ 52″ N, 9° 40′ 24″ O                   |
| 088280 | Arnegg            | 08425141 | Blaustein        | 415,46    | 1400                          | 48° 24′ 27″ N, 9° 52′ 41″ O                   |
| 088281 | Bermaringen       | 08425141 | Blaustein        | 1676,93   | 1221                          | 48° 28′ 5″ N, 9° 50′ 44″ O                    |
| 088282 | Ehrenstein        | 08425141 | Blaustein        | 281,89    | 4330                          | 48° 25′ 6″ N, 9° 55′ 44″ O                    |
| 088283 | Herrlingen        | 08425141 | Blaustein        | 856,25    | 3150                          | 48° 26′ 9″ N, 9° 53′ 27″ O                    |
| 088284 | Klingenstein      | 08425141 | Blaustein        | 410,8     | 2657                          | 48° 24′ 33″ N, 9° 54′ 8″ O                    |
| 088285 | Markbronn         | 08425141 | Blaustein        | 982,25    | 970                           | 48° 23′ 27″ N, 9° 51′ 8″ O                    |
| 088286 | Wippingen         | 08425141 | Blaustein        | 933,84    | 1120                          | 48° 25′ 49″ N, 9° 51′ 30″ O                   |
| 088290 | Berghülen         | 08425017 | Berghülen        | 2267,92   | 1518                          | 48° 27′ 55″ N, 9° 46′ 14″ O                   |
| 088291 | Bühlenhausen      | 08425017 | Berghülen        | 343,37    | 415                           | 48° 27′ 25″ N, 9° 46′ 58″ O                   |
| 088300 | Blaubeuren        | 08425020 | Blaubeuren       | 1647,48   | 6472                          | 48° 24′ 8″ N, 9° 48′ 4″ O                     |
| 088301 | Asch              | 08425020 | Blaubeuren       | 1426      | 1097                          | 48° 26′ 26″ N, 9° 48′ 48″ O                   |
| 088302 | Beiningen         | 08425020 | Blaubeuren       | 439,54    | 524                           | 48° 22′ 54″ N, 9° 48′ 28″ O                   |
| 088303 | Pappelau          | 08425020 | Blaubeuren       | 995,26    | 679                           | 48° 22′ 3″ N, 9° 48′ 23″ O                    |
| 088304 | Seißen            | 08425020 | Blaubeuren       | 2182,24   | 1546                          | 48° 25′ 22″ N, 9° 44′ 18″ O                   |
| 088305 | Sonderbuch        | 08425020 | Blaubeuren       | 697,24    | 615                           | 48° 25′ 0″ N, 9° 49′ 0″ O                     |
| 088306 | Weiler            | 08425020 | Blaubeuren       | 517,05    | 558                           | 48° 23′ 34″ N, 9° 45′ 47″ O                   |
| 088310 | Schelklingen      | 08425108 | Schelklingen     | 1362,65   | 3736                          | 48° 22′ 34″ N, 9° 44′ 25″ O                   |
| 088311 | Gundershofen      | 08425108 | Schelklingen     | 778,51    | 103                           | 48° 23′ 6″ N, 9° 36′ 21″ O                    |
| 088312 | Hausen            | 08425108 | Schelklingen     | 1186,77   | 533                           | 48° 23′ 59″ N, 9° 42′ 15″ O                   |
| 088313 | Hütten            | 08425108 | Schelklingen     | 694,39    | 384                           | 48° 22′ 13″ N, 9° 39′ 6″ O                    |
| 088314 | Ingstetten        | 08425108 | Schelklingen     | 928,91    | 413                           | 48° 24′ 22″ N, 9° 38′ 47″ O                   |
| 088315 | Justingen         | 08425108 | Schelklingen     | 1183,82   | 563                           | 48° 23′ 27″ N, 9° 40′ 0″ O                    |
| 088316 | Schmiechen        | 08425108 | Schelklingen     | 1033,47   | 1040                          | 48° 21′ 41″ N, 9° 43′ 3″ O                    |
| 088317 | Sondernach        | 08425108 | Schelklingen     | 412,96    | 111                           | 48° 21′ 54″ N, 9° 36′ 34″ O                   |
| 088330 | Allmendingen      | 08425002 | Allmendingen     | 1987,36   | 3191                          | 48° 19′ 52″ N, 9° 43′ 15″ O                   |
| 088331 | Ennahofen         | 08425002 | Allmendingen     | 664,45    | 259                           | 48° 21′ 13″ N, 9° 40′ 20″ O                   |
| 088332 | Grötzingen        | 08425002 | Allmendingen     | 579,08    | 285                           | 48° 20′ 34″ N, 9° 38′ 10″ O                   |
| 088333 | Niederhofen       | 08425002 | Allmendingen     | 774,38    | 371                           | 48° 18′ 53″ N, 9° 47′ 29″ O                   |
| 088334 | Weilersteußlingen | 08425002 | Allmendingen     | 578,26    | 242                           | 48° 20′ 4″ N, 9° 40′ 11″ O                    |
| 088340 | Altheim           | 08425004 | Altheim          | 779,4     | 2314                          | 48° 13′ 56″ N, 9° 35′ 58″ O                   |
| 088350 | Erbach            | 08425039 | Erbach           | 1803,35   | 6521                          | 48° 19′ 59″ N, 9° 53′ 23″ O                   |
| 088351 | Bach              | 08425039 | Erbach           | 497,18    | 729                           | 48° 19′ 48″ N, 9° 50′ 29″ O                   |
| 088352 | Dellmensingen     | 08425039 | Erbach           | 1094,98   | 2568                          | 48° 18′ 7″ N, 9° 54′ 36″ O                    |
| 088353 | Donaurieden       | 08425039 | Erbach           | 486,33    | 666                           | 48° 18′ 48″ N, 9° 51′ 34″ O                   |
| 088354 | Ersingen          | 08425039 | Erbach           | 774,5     | 1150                          | 48° 17′ 18″ N, 9° 51′ 42″ O                   |
| 088355 | Ringingen         | 08425039 | Erbach           | 1665,63   | 1409                          | 48° 20′ 52″ N, 9° 48′ 43″ O                   |
| 088360 | Ehingen           | 08425033 | Ehingen (Donau)  | 3248,58   | 14994                         | 48° 17′ 28″ N, 9° 42′ 11″ O                   |
| 088361 | Altbierlingen     | 08425033 | Ehingen (Donau)  | 479,04    | 472                           | 48° 15′ 7″ N, 9° 45′ 23″ O                    |
| 088362 | Altsteußlingen    | 08425033 | Ehingen (Donau)  | 1090,57   | 454                           | 48° 18′ 31″ N, 9° 38′ 36″ O                   |
| 088363 | Berg              | 08425033 | Ehingen (Donau)  | 579       | 635                           | 48° 15′ 27″ N, 9° 44′ 15″ O                   |
| 088364 | Dächingen         | 08425033 | Ehingen (Donau)  | 920,8     | 483                           | 48° 18′ 37″ N, 9° 36′ 47″ O                   |
| 088365 | Erbstetten        | 08425033 | Ehingen (Donau)  | 1055,66   | 196                           | 48° 16′ 33″ N, 9° 32′ 15″ O                   |
| 088366 | Frankenhofen      | 08425033 | Ehingen (Donau)  | 1106      | 297                           | 48° 20′ 32″ N, 9° 36′ 24″ O                   |
| 088367 | Gamerschwang      | 08425033 | Ehingen (Donau)  | 315,45    | 463                           | 48° 17′ 20″ N, 9° 46′ 40″ O                   |
| 088368 | Granheim          | 08425033 | Ehingen (Donau)  | 1196,96   | 272                           | 48° 18′ 49″ N, 9° 34′ 8″ O                    |
| 088369 | Herbertshofen     | 08425033 | Ehingen (Donau)  | 457,7     | 430                           | 48° 14′ 59″ N, 9° 42′ 23″ O                   |
| 088370 | Heufelden         | 08425033 | Ehingen (Donau)  | 579,19    | 369                           | 48° 18′ 23″ N, 9° 45′ 24″ O                   |
| 088371 | Kirchbierlingen   | 08425033 | Ehingen (Donau)  | 898,23    | 555                           | 48° 13′ 35″ N, 9° 44′ 44″ O                   |
| 088372 | Kirchen           | 08425033 | Ehingen (Donau)  | 2633,82   | 1277                          | 48° 16′ 15″ N, 9° 38′ 30″ O                   |
| 088373 | Mundingen         | 08425033 | Ehingen (Donau)  | 628,57    | 275                           | 48° 17′ 20″ N, 9° 35′ 5″ O                    |
| 088374 | Nasgenstadt       | 08425033 | Ehingen (Donau)  | 412,42    | 1563                          | 48° 16′ 49″ N, 9° 45′ 37″ O                   |
| 088375 | Rißtissen         | 08425033 | Ehingen (Donau)  | 1214,49   | 1283                          | 48° 15′ 57″ N, 9° 49′ 51″ O                   |
| 088376 | Schaiblishausen   | 08425033 | Ehingen (Donau)  | 558,63    | 218                           | 48° 14′ 19″ N, 9° 46′ 37″ O                   |
| 088377 | Volkersheim       | 08425033 | Ehingen (Donau)  | 443,26    | 243                           | 48° 13′ 6″ N, 9° 43′ 33″ O                    |
| 088390 | Oberdischingen    | 08425088 | Oberdischingen   | 881,74    | 2050                          | 48° 18′ 25″ N, 9° 49′ 48″ O                   |
| 088395 | Öpfingen          | 08425093 | Öpfingen         | 887,01    | 2261                          | 48° 17′ 22″ N, 9° 48′ 26″ O                   |
| 088400 | Griesingen        | 08425050 | Griesingen       | 814,46    | 1025                          | 48° 15′ 47″ N, 9° 47′ 11″ O                   |
| 088405 | Oberkirchberg     | 08425137 | Illerkirchberg   | 521,46    | 1995                          | 48° 18′ 37″ N, 10° 1′ 13″ O                   |
| 088406 | Unterkirchberg    | 08425137 | Illerkirchberg   | 617,99    | 2693                          | 48° 20′ 4″ N, 9° 59′ 45″ O                    |
| 088410 | Staig             | 08425138 | Staig            | 448,94    | 1083                          | 48° 17′ 34″ N, 9° 58′ 52″ O                   |
| 088411 | Altheim           | 08425138 | Staig            | 723,95    | 1135                          | 48° 18′ 30″ N, 9° 58′ 23″ O                   |
| 088412 | Steinberg         | 08425138 | Staig            | 600,33    | 873                           | 48° 17′ 51″ N, 10° 0′ 21″ O                   |
| 088420 | Hüttisheim        | 08425064 | Hüttisheim       | 1034,96   | 1359                          | 48° 17′ 6″ N, 9° 56′ 38″ O                    |
| 088425 | Schnürpflingen    | 08425110 | Schnürpflingen   | 1070,32   | 1343                          | 48° 15′ 56″ N, 9° 59′ 37″ O                   |
| 088430 | Illerrieden       | 08425066 | Illerrieden      | 641,98    | 2264                          | 48° 16′ 12″ N, 10° 2′ 36″ O                   |
| 088431 | Dorndorf          | 08425066 | Illerrieden      | 778,28    | 486                           | 48° 16′ 54″ N, 10° 1′ 38″ O                   |
| 088432 | Wangen            | 08425066 | Illerrieden      | 394,59    | 562                           | 48° 15′ 21″ N, 10° 2′ 44″ O                   |
| 088440 | Dietenheim        | 08425028 | Dietenheim       | 1040,33   | 4424                          | 48° 12′ 41″ N, 10° 3′ 31″ O                   |
| 088441 | Regglisweiler     | 08425028 | Dietenheim       | 833,76    | 2106                          | 48° 14′ 22″ N, 10° 2′ 31″ O                   |
| 088450 | Oberbalzheim      | 08425140 | Balzheim         | 886,15    | 684                           | 48° 9′ 25″ N, 10° 3′ 32″ O                    |
| 088451 | Unterbalzheim     | 08425140 | Balzheim         | 868,78    | 1299                          | 48° 10′ 49″ N, 10° 4′ 2″ O                    |
| 088460 | Lauterach         | 08425073 | Lauterach        | 1374,79   | 573                           | 48° 15′ 33″ N, 9° 34′ 20″ O                   |
| 088465 | Rechtenstein      | 08425098 | Rechtenstein     | 377,34    | 273                           | 48° 14′ 39″ N, 9° 32′ 43″ O                   |
| 088470 | Emeringen         | 08425035 | Emeringen        | 751,33    | 137                           | 48° 14′ 12″ N, 9° 30′ 56″ O                   |
| 088475 | Untermarchtal     | 08425123 | Untermarchtal    | 561,66    | 900                           | 48° 14′ 30″ N, 9° 36′ 40″ O                   |
| 088480 | Munderkingen      | 08425081 | Munderkingen     | 1306,36   | 4991                          | 48° 14′ 5″ N, 9° 38′ 48″ O                    |
| 088485 | Rottenacker       | 08425104 | Rottenacker      | 1028,25   | 2065                          | 48° 14′ 3″ N, 9° 41′ 15″ O                    |
| 088490 | Obermarchtal      | 08425090 | Obermarchtal     | 1987,47   | 965                           | 48° 13′ 24″ N, 9° 34′ 26″ O                   |
| 088491 | Reutlingendorf    | 08425090 | Obermarchtal     | 669,42    | 280                           | 48° 12′ 15″ N, 9° 33′ 34″ O                   |
| 088495 | Hausen            | 08425055 | Hausen am Bussen | 351,97    | 260                           | 48° 12′ 33″ N, 9° 37′ 19″ O                   |
| 088500 | Emerkingen        | 08425036 | Emerkingen       | 739,42    | 847                           | 48° 12′ 23″ N, 9° 39′ 1″ O                    |
| 088505 | Unterstadion      | 08425124 | Unterstadion     | 880,88    | 750                           | 48° 12′ 22″ N, 9° 42′ 9″ O                    |
| 088510 | Unterwachingen    | 08425125 | Unterwachingen   | 259,63    | 196                           | 48° 12′ 4″ N, 9° 38′ 16″ O                    |
| 088520 | Oberstadion       | 08425091 | Oberstadion      | 343,69    | 687                           | 48° 11′ 13″ N, 9° 41′ 6″ O                    |
| 088521 | Hundersingen      | 08425091 | Oberstadion      | 334,8     | 231                           | 48° 11′ 31″ N, 9° 39′ 39″ O                   |
| 088522 | Moosbeuren        | 08425091 | Oberstadion      | 328,11    | 337                           | 48° 10′ 47″ N, 9° 43′ 45″ O                   |
| 088523 | Mundeldingen      | 08425091 | Oberstadion      | 570,36    | 300                           | 48° 11′ 25″ N, 9° 43′ 1″ O                    |
| 088530 | Grundsheim        | 08425052 | Grundsheim       | 368,97    | 206                           | 48° 10′ 28″ N, 9° 39′ 57″ O                   |